# Hans Wolff von Falckenhayn
Hans Wolff von Falckenhayn (geb. 1719; gest. 3. April 1775) war ein preußischer Landrat.

## Leben

Stammwappen derer von Falkenhayn

Hans Wolff von Falckenhayn war Angehöriger des Adelsgeschlechts Falkenhayn. Er war ein Sohn von Hans Wolff von Falckenhayn († 1735), Landesdeputierter im Fürstentum Glogau, sowie Erbherr auf Gusitz (Landkreis Glogau) und Ausche (Landkreis Liegnitz) und dessen Ehefrau Magdalena Charlotte (* 1694), geb. von Nostiz aus dem Hause Zedlitz. Am 8. Juni 1733 begab er sich zur Ausbildung an die Ritterakademie Brandenburg. Im Anschluss trat er der Preußischen Armee bei, wo er 1742 zum Leutnant und später noch bis zum Rang eines Hauptmanns aufstieg. Am 14. Juni 1767 wurde er zum Nachfolger von Carl Siegmund von Seidlitz als Landrat des Kreises Striegau ernannt. Im Mai 1771 wurde er von Minister von Hoym für eine Beförderung zum Finanzrat empfohlen, die Friedrich II. jedoch einstweilen ablehnte. Mittels Ordre wurde von Hoym angewiesen von Richthofen zu befragen, ob er die gesamten hiesigen Forsten für ein Salär von 2.000 Talern und der Auszeichnung als Landjägermeister übernehmen wolle. Nach einer anfänglichen Annahme des Angebots lehnte er im Dezember 1771 jedoch mit der Begründung ab, dass das Gehalt zu niedrig sei, er mindestens 3.000 Taler benötige und er zudem noch Schulden in Höhe von 30.000 Talern habe und seine zu bewirtschaftenden Güter seine ständige Anwesenheit erforderten. Das Amt als Landrat übte er noch bis 1775 aus, Nachfolger wurde Christian Ferdinand von Richthofen.

## Persönliches
Hans Wolff von Falckenhayn war Erbherr auf Barzdorff, Koiskau (Landkreis Liegnitz) und Ausche. 1749 heiratete er Helene Sophie (1731–1770), geb. von Lüttwitz. Im Januar 1750 bat er darum, die Vormundschaft seiner zu diesem Zeitpunkt noch unmündigen Ehefrau aufzuheben. Aus der Ehe gingen fünf Kinder hervor; Johann Carl, Heinrich Siegmund, Henriette Charlotte, Juliane Charlotte und Eleonore Caroline.